# Leps
Leps ist ein Ortsteil der gleichnamigen Ortschaft der Stadt Zerbst/Anhalt im Landkreis Anhalt-Bitterfeld in Sachsen-Anhalt, (Deutschland).

## Geografie
Das Dorf Leps zwischen Zerbst und dem Steutzer Ortsteil Steckby an der Elbe liegt am Rande des Biosphärenreservates Flusslandschaft Mittlere Elbe. Das Gelände nahe den geschützten Auwäldern (Steckby-Lödderitzer Forst) ist vorwiegend flach.
Die Straßenverbindung von Zerbst über Leps nach Steutz verläuft parallel zur Bundesstraße 187a (Zerbst–Köthen (Anhalt)). Der nächste Bahnhof befindet sich im 4 km entfernten Zerbst (Bahnlinie Magdeburg–Dessau-Roßlau).
Die Ortschaft Leps bildet sich durch die Ortsteile Eichholz (105 Einwohner), Kermen (53 Einwohner) und Leps (102 Einwohner).

## Geschichte
Zur Gemeinde gehören die Ortsteile Leps, Kermen und Eichholz. Der Ort Eichholz wurde 1173 erstmals urkundlich erwähnt. Im Ort befindet sich eine sehr alte Wehrkirche aus dem Jahr 1189. Der Ort Leps (Name slawischer Ursprung - Hübschmann) wurde erstmals im Jahr 1303 urkundlich erwähnt. Der Ort Kermen (Name slawischer Ursprung - Masthof) wurde erstmals in Urkunden der Jahre 1298 und 1330 erwähnt. Er gehörte ursprünglich dem Adelsgeschlecht von Statius und ging später in den Besitz der Fürsten von Anhalt-Zerbst über. Im Ort befand sich bis 1945 eine herzogliche Domäne. Alle drei Orte gehörten zu Anhalt. Hauptwirtschaftszweig war bis zur politischen Wende die Landwirtschaft. Das im Wappen dargestellte Lindenblatt ist ein Zeichen, das schon seit Langem in dieser Gemeinde verwendet wird. Die drei Lindenblätter sollen die drei Ortschaften symbolisieren. Das Metall Gold ist ein Hinweis auf Anhalt. Große Teile der Gebietskörperschaft liegen im internationalen Biosphärenreservat Steckby-Lödderitzer Forst. Die Farbe Grün soll dieses Naturschutzgebiet symbolisieren. Leps lebt überwiegend vom Tourismus und der Teichwirtschaft.
Am 20. Juli 1950 wurden die bis dahin eigenständigen Gemeinden Eichholz und Kermen nach Leps eingemeindet.
Am 1. Januar 2010 wurde Leps mit den zugehörigen Ortsteilen Eichholz und Kermen nach Zerbst/Anhalt eingemeindet.

## Politik

### Ortschaftsrat
Als Ortschaft der Stadt Zerbst/Anhalt übernimmt ein so genannter Ortschaftsrat die Wahrnehmung der speziellen Interessen des Ortes innerhalb bzw. gegenüber den Stadtgremien. Er wird aus fünf Mitgliedern gebildet.

### Bürgermeister
Der letzte Bürgermeister der Gemeinde Leps war Herbert Smolinski.
Als weiteres ortsgebundenes Organ fungiert der Ortsbürgermeister, dieses Amt wird zurzeit von Marita Tiepelmann wahrgenommen.

### Wappen
| | Blasonierung: „In Grün drei (2:1) gestürzte goldene Lindenblätter.“ |
| Wappenbegründung: Die Farben des Ortes sind Gelb (Gold) - Grün. Hauptwirtschaftszweig der Orte war von je her die Landwirtschaft. Das im Wappen dargestellte Lindenblatt ist ein Zeichen, das schon lange in dieser Ortschaft verwendet wurde. Die drei Lindenblätter sollen die drei Ortsteile symbolisieren, wobei das Metall Gold ein Hinweis ist auf die Zugehörigkeit zum Fürstentum Anhalt. Große Teile der Region liegen im internationalen Biosphärenreservat Steckby-Lödderitzer Forst. Die Farbe Grün soll zum einen auf die Landwirtschaft verweisen und zum anderen dieses Naturschutzgebiet symbolisieren. Das Wappen wurde am 20. Mai 1989 in der Quedlinburger Wappenrolle unter der Nummer QWR II/89017 registriert. Das Wappen wurde von der Heraldischen Gesellschaft „Schwarzer Löwe“ Leipzig gestaltet, am 11. Mai 1995 durch das Regierungspräsidium Dessau genehmigt und im Landeshauptarchiv Magdeburg unter der Wappenrollennummer 32/1995 registriert. |                                                                     |

## Sehenswürdigkeiten
- Kirche St. Trinitatis im Ortsteil Eichholz
- Dorfkirche im Ortsteil Kermen